# 오토 라슈
에밀 오토 라슈(독일어: Emil Otto Rasch, 1891년 12월 7일 ~ 1948년 11월 1일)는 나치 독일의 친위대원이자 아인자츠그루펜 소장이다.

## 생애
슐레스비히홀슈타인주 프리드리히스루 출신인 오토 라슈는 여러 대학에서 법학과 정치경제학, 철학을 공부하여 1912년에 마르부르크 대학에서 박사학위를 받고 1922년엔 라이프치히 대학으로부터 박사학위를 받았다. 2개의 박사학위를 받았기에 그는 "쌍박사 라슈"라고도 불렸다. 제1차 세계 대전 때 해군에 입대해 패전까지 중위로 복무했으며 패전 후 라이프치히에서 변호사를 개업한 라슈는 몇 개의 회사에서 고문을 맡았었다. 1931년 9월에 나치당에 입당해 1933년에 돌격대와 친위대에 입대한 그는 나치당의 정권장악 후에 라데베르크와 뷔텐부르크의 시장으로 일했다. 1938년부터는 프랑크푸르트의 게슈타포 장관이 되었다. 오스트리아를 병합한 뒤엔 오버에스터라이히 주의 게슈타포 장관으로 일한 라슈는 1939년엔 체코 보호령의 친위대 장관이 되었다. 동시에 쾨니히스베르크의 친위대 지휘관 및 보안경찰장관도 겸무했다. 1940년 1월부터 2월에 걸쳐선 국가보안본부장인 라인하르트 하이드리히의 지시로 졸다우 강제수용소의 건설에도 종사했다. 독소전쟁이 발발한 후, 1941년 6월부터 1941년 10월에 걸쳐 아인자츠그루펜 C의 사령관으로 임명되어 라슈는 약 8만명의 유대인 및 소련군 포로를 살해했다고 보고했다. 또 1941년 9월 29일부터 9월 30일엔 자신의 지휘하에 있던 부대가 키예프에서 33,771명의 유대인을 학살하기도 했다. 전후 1947년 9월에 뉘른베르크 특수작전집단 재판에 회부된 라슈는 심각한 건강상의 이유로 1948년 2월 5일에 재판에서 제외되었는데, 그 해 11월 1일에 사망했다.

### 참고 문헌
- Christopher Browning (2004). The Origins of the Final Solution : The Evolution of Nazi Jewish Policy, September 1939 – March 1942 (With contributions by Jürgen Matthäus), Lincoln : University of Nebraska Press.
- Henry Friedlander (1995). The Origins of Nazi Genocide: From Euthanasia to the Final Solution. The University of North Carolina Press. ISBN 0-8078-4675-9
- Richard Rhodes (2002). Masters of Death: The SS-Einsatzgruppen and the Invention of the Holocaust, New York: Alfred A. Knopf. ISBN 0-375-40900-9
- Zenter, Christian and Bedürftig, Friedemann (1991). Encyclopedia of the Third Reich, New York: Macmillan, p. 754. ISBN 0-02-897502-2